# ریکاردو ایمپروتا
ریکاردو ایمپروتا (ایتالیایی: Riccardo Improta؛ زادهٔ ۱۹ دسامبر ۱۹۹۳) بازیکن فوتبال اهل ایتالیا است.

## باشگاهی
از باشگاه‌هایی که در آن بازی کرده‌است می‌توان به باشگاه فوتبال کیه‌وو ورونا، باشگاه فوتبال ویرتوس لانچانو، باشگاه فوتبال بولونیا، باشگاه فوتبال پادوا، باشگاه فوتبال چزنا، باشگاه فوتبال جنوآ، و باشگاه فوتبال یووه استابیا اشاره کرد.

## تیم ملی
وی همچنین در تیم‌های ملی فوتبال زیر ۱۹ سال ایتالیا، زیر ۲۰ سال ایتالیا و زیر ۲۱ سال ایتالیا بازی کرده‌است.